# 玛丽亚姆·宾特·穆罕默德·本·拉希德·阿勒马克图姆
瑪麗安·本·默罕默德·本·拉西德·阿勒马克图姆（
阿拉伯语：，Maryam bint Mohammed bin Rashid Al Maktoum，1992年1月11日—）是迪拜酋长，穆罕默德·本·拉希德·阿勒马克图姆和大王妃希德的第三女儿。
2019年9月19日，她和阿布扎比阿勒納哈揚王室成员哈立德谢赫（Sheikh Khaled bin Mahammad bin Hamdan al-Nahyan）举行婚礼。